# Yūsei Matsui
assinatura
Yūsei Matsui (松井優征, Matsui Yūsei, Saitama, Japão; 31 de janeiro de 1979) é um mangaká conhecido pelas obras Majin Tantei Nōgami Neuro e Ansatsu Kyoushitsu. Foi assistente de Yoshio Sawai, criador do manga Bobobo-bo Bo-bobo.
Yūsei também deu voz a uma personagem mangaká do vigésimo quinto episódio da adaptação para animé da sua obra Majin Tantei Nōgami Neuro.

## Obras
- Majin Tantei Nōgami Neuro (魔人探偵 脳噛ネウロ, lit. "O Detetive Demoníaco Neuro Nōgami") (2005–2009, Weekly Shōnen Jump)[4]
- Rikon Choutei (離婚調停, lit. "Conciliação do Divórcio") (2009, one-shot, Weekly Shōnen Jump)
- Tokyo Depart Sensō Taikenki (東京デパート戦争体験記, Tōkyō Depato Sensō Taikenki, lit. "Memorial de Guerra do Departamento de Tóquio") (2011, one-shot)
- Ansatsu Kyoushitsu (暗殺教室, Ansatsu Kyōshitsu, lit. "Sala de Aula de Assassinato") (2012–2016, Weekly Shōnen Jump), publicado como "Assassination Classroom" no Brasil (Panini)[5] e em Portugal (Devir).[6][7]